# Нусинов, Исаак Соломонович
Исаак Соломонович Нуси́нов (март 1901, Житомир, Волынская губерния, Российская империя — 27 сентября 1937, Москва) — революционер, государственный и партийный деятель СССР, литератор, преподаватель МГУ, научный сотрудник Комакадемии. Ответственный инструктор ЦК ВКП(б). Супруг певицы, выдающегося педагога Фриды Нусиновой. Расстрелян в ходе Большого террора.
Племянник Хаима Нахмана Бялика, известного еврейского поэта.

## Биография
Исаак Нусинов получил среднее образование, окончив гимназию-восьмилетку.
С 1917 по 1918 г. был членом социалистической еврейской партии БУНД ("Всеобщий еврейский рабочий союз в Литве, Польше и России").
Служил в РККА с декабря 1918  по май 1919 г.— красноармеец.
Член РКП(б) с 1919 г.
Работал вальцовщиком на парфюмерной фабрике в 1919—1920 гг.
С мая по декабрь 1920 г. учился в артиллерийской школе РККА.
С января 1921 по декабрь 1922 г. — член коллегии Отдела агитации и пропаганды ЦК РКСМ.
Январь 1923 - апрель 1924 г. — ответственный секретарь Витебского губкома РКСМ.
Апрель 1924-май 1925 г. — заведущий орг.отделом Борисовского окружкома КП(б) Белоруссии.
Май 1925 — июль 1926 г. — ответственный секретарь Борисовского окружкома КП(б) Белоруссии.
Сентябрь 1926 —1928 г. — ответственный инструктор Сибирского крайкома ВКП(б).
1 декабря 1928 — 1 апреля 1929 г.— 1-й секретарь Барнаульского окружкома ВКП(б). 1929—1930 гг. — ответственный инструктор Сибкрайкома ВКП(б).
С августа 1928 г. входил в редколлегию политико-экономического журнала Сибирского крайкома ВКП(б) «На ленинском пути». Являлся одним из учредителей литературного—публицистического и сатирического журнала «Настоящее», издававшегося в Новосибирске с 1928 по начало 1930 года. Этот журнал считается выдающимся памятником периодики русского авангарда. Главным редактором издания был Александр Львович Курс, прибывший в Новосибирск в 1926 г по направлению ЦК ВКП(б). С 1911 по 1918 он работал репортёром в Лондоне, затем был редактором столичных журналов «Экран» и «Журналист», а также газеты «Кино». В Новосибирске Курс стал заведующим отделом печати Сибкрайкома ВКП(б), где познакомился с Нусиновым. При поддержке своего друга и руководителя Сергея Сырцова они основали один из первых советских литературно-публицистических журналов. В нём за «литературщину» регулярно подвергались критике М. Горький, М. Шолохов, Ю.Олеша.
После закрытия «Настоящего» А. Курс вернулся в Москву, где в 1937 г. был арестован по делу «блока Сырцова—Ломинадзе» и расстрелян в подвалах Лубянки.
1930 г. (по август) — Исаак Нусинов ответственный секретарь Томского окружкома ВКП(б). В этот период опубликовал статью в томской газете "Красное Знамя", в которой содержалась критика партийной политики (в частности, не озвученный  в статье секретный циркуляр ЦК ВКП(б) от 7 февраля 1930 г.)  сплошной коллективизации и ликвидации кулачества как класса.
6 августа  1930 г. из Томска переведён в Москву на должность ответственного инструктора ЦК ВКП(б).

### Письмо Сталину
4 февраля 1930 года Нусинов совершает поступок исключительной смелости. Он отправляет письмо Сталину. Вот несколько цитат: «Властный, властолюбивый, ты стремился, а ныне сумел собой подменить Политбюро», «Ваша политика не ленинская политика, а политика авантюр, скачков, рывков». Это письмо с пометками Сталина, Молотова и Кагановича хранится в архивах. Существует и краткий ответ Сталина.
Судя по сталинским пометкам на письме, Нусинов преподавал в МГУ и был научным сотрудником Комакадемии.
Сталин переслал письмо В. Молотову и Л. Кагановичу со своим комментарием, написанным поверх письма Нусинова: «Это письмо правого уклониста. Этот "уважаемый товарищ" состоит, оказывается, "науч. сотрудником" в Комакадемии и преподает в МГУ. Этот "уваж. тов-щ" требует, чтобы высекли его в печати. Стоит ли? Думаю, что не стоит. Что можно тут предпринять? Не лучше ли будет, если Молотов вызовет его и отчитает? Я ему напишу в двух словах, что ответа по существу не будет, так как ответ правым уклонистам уже дан партией».
На этом же письме Нусинова оставили свои комментарии Молотов и Каганович.
Молотов пишет: «Читал. Такому больше чем правому уклонисту не место в партии. Поговорить с ним не отказываюсь. В. Молотов».
Комментарий Кагановича: «по моему с таким правым капитулянтом близким к предательству и говорить не стоит. Л. Каганович».
Работая в Москве, сблизился с группой партийных и советских деятелей в аппарате ЦК ВКП(б), пытавшихся сместить И. Сталина с поста Генерального секретаря на ближайшем пленуме, но один из лидеров группы, секретарь партийной ячейки литературного отделения Института красной профессуры Б. Г. Резников выдал эти планы Сталину.
Впоследствии все участники группы были осуждены как члены координационного центра т. н. «право-левацкого блока», которым руководил открытый оппонент Сталина председатель СНК РСФСР Сергей  Иванович Сырцов. С Сырцовым Нусинов был знаком со времени совместной работы в Сибирском краевом комитете ВКП(б). Планы по смещению Сталина Сырцов обсуждал с соратниками на квартирах друзей — Нусинова, Александра Львовича Курса и Владимира Александровича Каврайского. Во время одной из этих встреч Сталин позвонил на квартиру Нусинова и пригласил Сырцова явиться на внеочередное заседание Политбюро ЦК ВКП(б). На заседании Сталин спросил Сырцова: «Какие вопросы Вы обсуждали сейчас на квартире Нусинова, товарищ Сырцов?» Сырцов ответил: «Проблемы повышения продуктивности крупного рогатого скота, товарищ Сталин». Тогда Сталин пригласил в зал Б. Г. Резникова, предупредившего вождя о существовании оппозиции. Поняв, что произошло, С. Сырцов открыто выступил против Сталина. Он заявил, что Политбюро превратилось в совещательный орган при Генеральном секретаре ЦК, что большинство хозяйственных успехов относительны, поскольку имеет место очковтирательство, которое поощряется сверху, политика коллективизации стала гибельной для крестьянства, а искусственное наращивание темпов социалистического строительства ведёт к экономическому хаосу. Серго Орджоникидзе пытался остановить своего друга: «Сергей, что ты говоришь!». Л.М. Каганович потребовал немедленно расстрелять Сырцова.
22 октября 1930 г. Сталин принял Нусинова и заведующего информационным сектором ЦК ВКП(б) Владимира Каврайского, обвинив их в «антипартийной двурушнической фракционной работе».
25 октября 1930 года Нусинова вызывают в ЦКК на очную ставку с Б. Резниковым. На заседании в присутствии Орджоникидзе, Ярославского и Постышева Нусинов отрицает обвинения в фракционной деятельности и поддержке «блока Сырцова-Ломинадзе». В тот же день он, а также все основные сторонники Сырцова (Александр Курс, Владимир Каврайский, Александр Гальперин) были арестованы органами ОГПУ.
Содержался в Бутырской тюрьме, затем во Внутренней тюрьме ОГПУ.
Находясь в заключении, написал заявление на имя начальника Секретного Отдела ОГПУ Я.С. Агранова (с направлением копий в ЦК и ЦКК ВКП(б)) в котором говорилось:«Я считаю, что допустил грубую и тяжёлую ошибку, отказавшись во время разбирательства моего дела тт. Орджоникидзе, Ярославским и Постышевым искренне и прямо рассказать о своей фракционной работе за период после XVI съезда партии <...> Я считаю, однако, своим долгом прямо заявить, что у меня имеются серьёзные расхождения с Центральным Комитетом в ряде вопросов хозяйственной политики <...> Тесная личная связь у меня, тт. Курса, Каврайского, Резникова и Гальперина с т. Сырцовым установилась ещё во время совместной работы в Сибири. Во время съезда партии чувство некоторой неудовлетворённости оставил у всех нас доклад тов. Сталина <...> В частности, мы считали не правильным то, что тов. Сталин обошёл молчанием вопрос об ошибках, допущенных рядом партийных организаций при развёртывании колхозного движения. Мы считали также, что в докладе не было достаточно объективной постановки вопроса о реальном уровне заработной платы рабочих в текущем хозяйственном году. Наконец, мы считали не правильной оценку состояния денежного обращения в стране <...> большое место в наших разговорах занимал вопрос о системе внутрипартийного руководства и внутрипартийных отношений вообще <...> тов. Сырцов в резких тонах говорил, что обстановка в Политбюро является совершенно ненормальной <...> нужна коренная перестройка методов работы Политбюро на началах подлинной коллективности».
На страницах газет («Красное знамя» и других) началось шельмование Нусинова и «нусиновщины». Таким клеймом стали обозначать всех, не согласных с линией руководства партии и государства.
4 ноября 1930 г. состоялось объединённое заседание Политбюро ЦК и Президиума ЦКК ВКП(б). 5 ноября было принято постановление Объединенного заседания: «1. Заслушав сообщение Центральной Контрольной Комиссии о фракционной антипартийной работе Сырцова, Ломинадзе, Шацкина и др. и объяснения последних Объединённое заседание <...> устанавливает, что: а) т. Сырцов организовал подпольную антипартийную группу, в руководящее ядро которой входили Нусинов, Каврайский, Гальперин, Курс и др.» 
1 декабря 1930 г. совместным постановлением ЦК ВКП(б) и ЦКК (Центральной Контрольной Комиссии) ВКП(б) И. Нусинов исключён из партии.
12 декабря 1930 г. постановлением ОСО при коллегии ОГПУ СССР Исаак Нусинов и Владимир Каврайский приговорены к ссылке в город Алма-Ата Казахской ССР, высланы в тот же день.
В ссылке Нусинов вначале работал в Наркомате земледелия Казахской ССР заведующим сводно-плановым сектором. В июне 1932 года — член коллегии Наркомзема Казахской ССР, заведующий учётно-статистическим сектором. Старший научный сотрудник НИИ животноводства Казахской ССР.
С февраля 1935 года по декабрь 1936 года — заместитель директора Института экономики сельского хозяйства НКЗ (Наркомзема) КССР.
Коллеги Нусинова по партийной работе были подвергнуты репрессиям в соответствии с закрытым письмом ЦК ВКП(б) от 29 июня 1936 г. Так, директора Томского индустриального института А. М. Кашкина исключили из ВКП(б) со следующей формулировкой: «Как двурушник: в 1931 г. во время разгрома группы двурушников Нусинова и Каврайского Кашкин, будучи членом бюро Томского горкома ВКП(б), в составе которого состоял Нусинов, голосовал против исключения из партии члена этой антипартийной группы Изюмова, чем по сути дела продолжал проводить антипартийную линию группы Нусинова и Каврайского».

### Фрида Вениаминовна Нусинова
В Алма-Ате жил вместе с женой Фридой Вениаминовной Нусиновой, с 1934 г. работавшей певицей в Казрадиокомитете. Фрида Нусинова впоследствии проявила себя как выдающийся педагог, создатель осетинской вокальной школы. Она была одним из основателей музыкального училища в г. Орджоникидзе (ныне г. Владикавказ) Северной Осетии, много лет возглавляла вокальное отделение. Выпускники Ф. В. Нусиновой составили кадровую основу национального вокального искусства, благодаря чему в Северной Осетии был открыт оперный театр. В этом театре выступала оперная певица Нина Кануковна Едзиева, в годы Второй Мировой войны служившая разведчицей в Германии. Она также работала педагогом на вокальном отделении Орджоникидзевского музыкального училища.
Ф. В. Нусинова удостоена звания народной артистки Северной Осетии.

### Арест
Исаак Нусинов был вновь арестован 23 декабря 1936 года УНКВД Алма-Атинской обл.
4 февраля 1937 года ещё до применения пыток на следствии признал, что он «с 1918 — участник к/р террористической организации правых». 16 сентября 1937 г. в письме на имя наркома внутренних дел КазССР Л. Б. Залина отказался от показаний.
15 сентября 1937 года имя Нусинова и Владимира Каврайского было внесено в сталинский «расстрельный список» по Казахской ССР по 1-й категории (расстрел). Документ завизирован Сталиным и Молотовым.
В основе «списочного» порядка осуждения лежат упрощённые процедуры судопроизводства, введённые Постановлением ЦИК и СНК СССР 1.12.1934 г.  Согласно ему, следствие по делам о террористических организациях должно было вестись в ускоренном порядке — до 10 дней, судебное слушание производиться без участия сторон и без вызова свидетелей. Не допускалось кассационного обжалования приговоров и подачи ходатайств о помиловании. Фактическим, но скрытым регулятором этого механизма осуждения выступало Политбюро ЦК ВКП(б). Последующее рассмотрение дел Военной Коллегией Верховного Суда (ВКС) СССР являлось профанацией судопроизводства, на деле это было оформление решения, заочно принятого Сталиным и его ближайшими соратниками по Политбюро, как правило, Молотовым, Кагановичем, Ворошиловым. Списки, поступавшие к членам Политбюро, подготавливались в НКВД СССР, в частности 8-м (учётно-регистрационным) отделом ГУГБ (Главного Управления Государственной Безопасности) НКВД СССР. Начальник 8 отдела ГУГБ НКВД СССР В. Е. Цесарский подписал и направил в Политбюро «расстрельный список», включающий И. С. Нусинова. Сам В. Цесарский был арестован 9.12.1938,  обвинён по ст. 58-1б, 58-7, 58-8, 58-11 УК РСФСР (шпионская деятельность, участие в антисоветской группе правых, проведение подрывной деятельности) и расстрелян 21.04.1940.
И. Нусинов был этапирован в Москву.
Осуждён Военной Коллегией Верховного Суда СССР 27.09.1937 года по стт. 58-7, 58-8, 58-11 УК РСФСР. Приговорён к высшей мере наказания и в тот же день расстрелян. Место  захоронения — «могила невостребованных прахов» №1 крематория Донского кладбища г. Москвы.
26 апреля 1958 года Военной Коллегией Верховного Суда СССР Нусинов Исаак Соломонович реабилитирован.

## Работы И.С. Нусинова
• Классовое расслоение сибирской деревни / В. Каврайский, И. Нусинов. Новосибирск: Сибкрайиздат, 1927.
• Классы и классовые отношения в современной советской деревне / В. Каврайский, И. Нусинов; с предисловием С. И. Сырцова. — Новосибирск: Сибкрайиздат, 1929.